# Milan Stanković
Milan Stanković (en ciríl·lic: Милан Станковић) va néixer el 9 de setembre de 1987 a Belgrad, Sèrbia. És un cantant de pop-folk serbi que va representar el seu país l'any 2010 al Festival d'Eurovisió celebrat a Oslo, Noruega.

## Biografia
Milan, va debutar la carrera musical participant en la versió d”American Idols” de Sèrbia (Zvezde Granda), on va acabar en 4a posició. El mes de maig de 2009, Milan va treure al mercat el seu primer àlbum, anomenat “Solo”, del qual va aconseguir vendre'n més de 50.000 còpies. Des de llavors, multitud de joves de tota Sèrbia i dels Balcans s'han afanyat a crear clubs de fans i imitar la seva peculiar forma de vestir i de pentinar-se.
En efecte, Milan és un cantant que es caracteritza per l'extravagància. Això ha fet que durant el festival d'Eurovisió, eurofans l'hagin comparat amb Lady Gaga. I és que el cantant acostuma a fer declaracions que fan l'efecte d'una bomba. La darrera: té una col·lecció ben extensa de pintallavis de dona. Aquesta peculiaritat seva va ser ben expressada el dia del festival, ja que va deixar el vell continent amb la boca oberta donada la vestimenta moderno-tradicional que portava.
Els seus admiradors/es acostumen a presentar-se sota el nom d'“Krasive”. L'efervescència dels fans va empènyer als mitjans de comunicació serbis a qualificar l'èxit del noi com a fenomen “Milanomania”.

## Eurovisió
El 2010, va participar en la preselecció d'Eurovisió Sèrbia (Tri pa jedan za Oslo), on va aconseguir endur-se el passi per representar el seu país al Festival amb la cançó “Ovo je Balkan” ("Aquests són els Balcans"). A Eurovisió el tema va aconseguir el 5è lloc a la primera semifinal, i el 13è a la final amb 72 punts en total. Atès l'èxit de la cançó eurovisiva als Balcans, Milan va traduir “Ovo je Balkan” en diversos idiomes. Espanya va tenir-ne la traducció al castellà que va titular “Balkañeros”.

## Ovo je Balkan
Aquell any la televisió pública de Sèrbia va demanar ajuda al popular compositor i artista Bregović, que va treballar en la composició de tres cançons de tres actes per al certamen. Ell mateix va triar, gràcies a un llistat, els cantants que compartirien el seient de combat a l'hora de recuperar vots a la preselecció d'Eurovisió de Sèrbia.
Els artistes que es van presentar varen ser els següents: Emina Jahović - "Ti kvariigro", Milan Stanković - "Ovo je Balkan" i Oliver Kati i Jelena Marković - "Predsednice halo".

## Discografia
- Solo (2009)
- Ovo je Balkan (2010)